# Tannheim (Württemberg)
Tannheim település Németországban, azon belül Baden-Württembergben. Lakosainak száma 2537 fő (2023. december 31.). Tannheim Aitrach, Berkheim és Kirchdorf an der Iller községekkel határos.

## Népesség
A település népessége az elmúlt években az alábbi módon változott:
| Lakosok száma | 1911 | 2453 | 2497 | 2530 | 2520 | 2537 |
|               | 1975 | 2017 | 2019 | 2021 | 2022 | 2023 |